# Girolamo Luigi Durazzo
Girolamo Luigi Durazzo (Genova, 20 maggio 1739 – Genova, 21 gennaio 1809) è stato un politico italiano, appartenente alla nobile famiglia genovese dei Durazzo, dinastia che diede alla Repubblica di Genova otto dogi e altri illustri personaggi.
Girolamo Durazzo viene spesso indicato come l'ultimo doge della Repubblica di Genova, essendo però doge della Repubblica Ligure, peraltro l'unico, nella fase napoleonica.

## Biografia

### Infanzia
Girolamo Luigi era figlio di Marcello Durazzo, doge dal 1767 al 1769 che cedette l'ex colonia genovese di Corsica al Regno di Francia nel 1768 (trattato di Versailles).

### Carriera politica
Girolamo Luigi Francesco Giuseppe Durazzo svolse numerose funzioni amministrative per la Repubblica di Genova. Nel maggio del 1797 è fra i delegati della Repubblica incaricati di discutere con Napoleone Bonaparte.
Il 14 maggio 1797 Napoleone mise fine alla Repubblica di Genova (1339-1797), trasformandola nella Repubblica Ligure (1797-1805) e affidando a Girolamo Luigi Durazzo importanti incarichi di governo.
Il 10 agosto 1802 il Durazzo fu nominato primo (e unico) doge della Repubblica Ligure, carica che mantenne sino al 29 maggio 1805. Pochi giorni dopo, e cioè il 4 giugno 1805, la Repubblica Ligure venne ufficialmente soppressa, il suo territorio annesso all'Impero francese e Girolamo Luigi Durazzo fu nominato senatore dell'Impero, ufficiale della Legion d'onore e, il 26 aprile 1808, Conte dell'Impero. Questa nomina fu emblematica della strategia napoleonica verso i nuovi territori annessi all'Impero; la cooptazione di membri dell'establishment locale servì, infatti, a favorire processi di integrazione che fossero il più possibile indolori.

### Morte

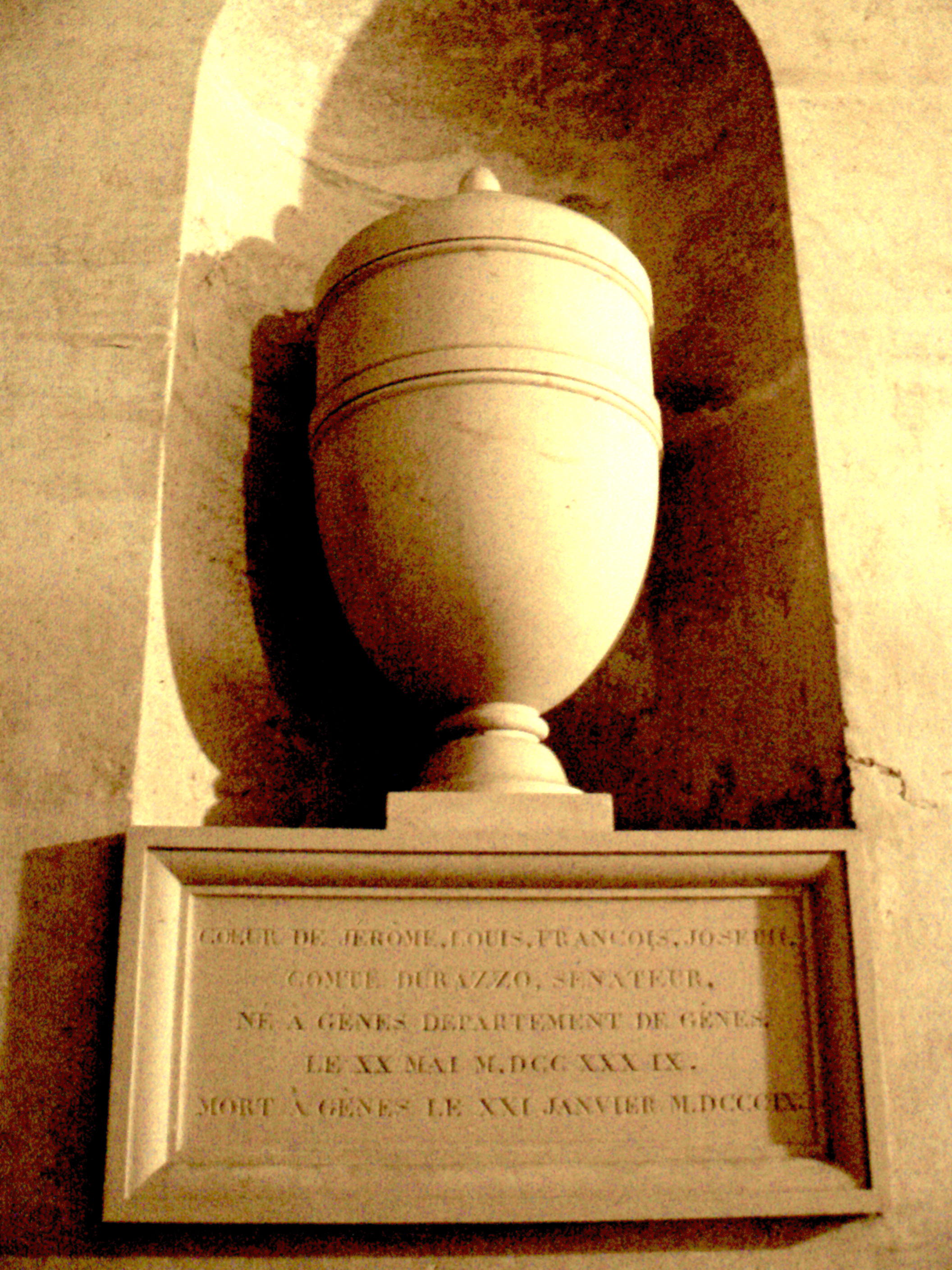
Urna con il cuore di Girolamo Durazzo al Pantheon di Parigi

Quando muore a Genova il 21 gennaio 1809, Napoleone gli concede gli onori del Panthéon dove infatti viene sepolto il suo cuore. Nella sua urna si può leggere:
(Epitaffio sull'urna di Girolamo Luigi Durazzo al Pantheon di Parigi)
.